# Terme Čatež
Terme Čatež so naravno zdravilišče in športno-rekreacijsko središče, ki se nahaja v Čatežu ob Savi, nedaleč od Brežic. So največje slovensko naravno zdravilišče in drugo največje turistično središče v Sloveniji.

## Geografija
Terme Čatež ležijo na nadmorski višini okoli 145 mnm v dolini na desnem bregu Save ob avtocesti Ljubljana - Zagreb okoli 1,5 km od naselja Čatež ob Savi, na začetku severnih pobočij vinorodnih in gozdnatih Gorjancev na aluvialni terasi vzhodno od sotočja Krka in Save.

## Zgodovina
Tople vrelce na področju današnjih term so prvič odkrili leta 1797, a jih je 1842 preplavila Sava. Vrelci so bili ponovno odkriti 1854. Čateške toplice so leta 1924 pričeli urejati v zdravilišče. Leta 1963 so zgradili prve moderne objekte. Terme Čatež so danes eno največjih slovenskih naravnih zdravilišč.
Pred raziskavami z vrtanjem 1957 so iz proda v globini 7-12 m črpali manjše količine vode s temperaturo 54 ºC, leta 1958 pa so na globini 56 m v terciarnem litavskem apnencu zajeli vodo s temperaturo 58 ºC. Raziskave po letu 1964 pa so na globini 300 m v triasnem dolomitu odkrile vodo s temperaturo 57-64 ºC. To vodo danes črpajo v količini 80 l/s., kar zadošča za potrebe rekreacijskih bazenov, zdravilišča in ogrevanje rastlinjakov. Glavne vrtine za Terme Čatež je lociral geofizik Janez K. Lapajne.

## Zdravilišče
Naravno zdravilno sredstvo je voda iz akratohiperterm z več vrelci različnih temperatur (od 54 do 64 ºC), ki so rahlo radioaktivni. V zdravilišču s pomočjo posameznih kopelih, medicinske telovadbe, vrst masaž, elektroterapije, trakcije ali termoterapije zdravijo več vrst bolezni.
Zdravilišče obratuje vse leto, saj ima v ponudbi tako zimsko termalno riviero kot poletno termalno riviero.

## Šport in rekreacija
Terme Čatež ponujajo športno-rekreacijsko ponudbo (trim kabinet, fitnes studio, savne, trim steza, športna igrišča, teniška igrišča, mini golf, kolesarjenje, ribolov, čolnarjenje). 